# 한강미디어고등학교
한강미디어고등학교(漢江미디어高等學校)는 대한민국 서울특별시 영등포구 양평동4가에 위치한 공립 고등학교이다.

## 학교 연혁
- 1995년 1월 10일 : 한강전자공예고등학교 설립 인가
- 1995년 1월 10일 : 전자계산기과 3학급, 산업디자인과 3학급, 광고사진과 3학급 - 3개학과 9학급 504명
- 1995년 3월 1일 : 초대 임태순 교장 취임
- 1996년 6월 28일 : 학교 준공 및 개교식
- 1998년 2월 13일 : 제1회 졸업식 423명 졸업
- 2006년 10월 26일 : 특성화 고등학교 지정(미디어, 디자인 분야)
- 2008년 3월 1일 : 교명변경 (한강미디어고등학교), 과명 변경(방송기술과, 산업디자인과, 사진영상과)
- 2017년 7월 31일 : 학과 개편 (웹미디어콘텐츠과 2학급 개설)
- 2019년 3월 1일 : 제9대 김진태 교장 취임
- 2022년 2월 15일 : 제25회 졸업식 199명
- 2022년 3월 2일 : 제29회 입학 4개학과 8학급 176명 입학

## 설치 학과
- 산업디자인과
- 사진영상과
- 방송미디어과
- 웹미디어콘텐츠과

## 참고 자료
- 한강미디어고등학교 - 한국교육학술정보원 학교알리미